# إسمون سايمون
إسمون سايمون هو سياسي من فانواتو يشغل منصب رئيس برلمان فانواتو منذ 11 فبراير 2016، وصار القائم بأعمال منصب رئيس فانواتو في 17 يونيو 2017 بعد وفاة الرئيس بالدوين لونسديل.
ولد إسمون سايمون في 28 أكتوبر 1955.